# Agrostis disticha
Agrostis disticha é uma espécie de gramínea do gênero Agrostis, pertencente à família Poaceae.